# Horas canônicas

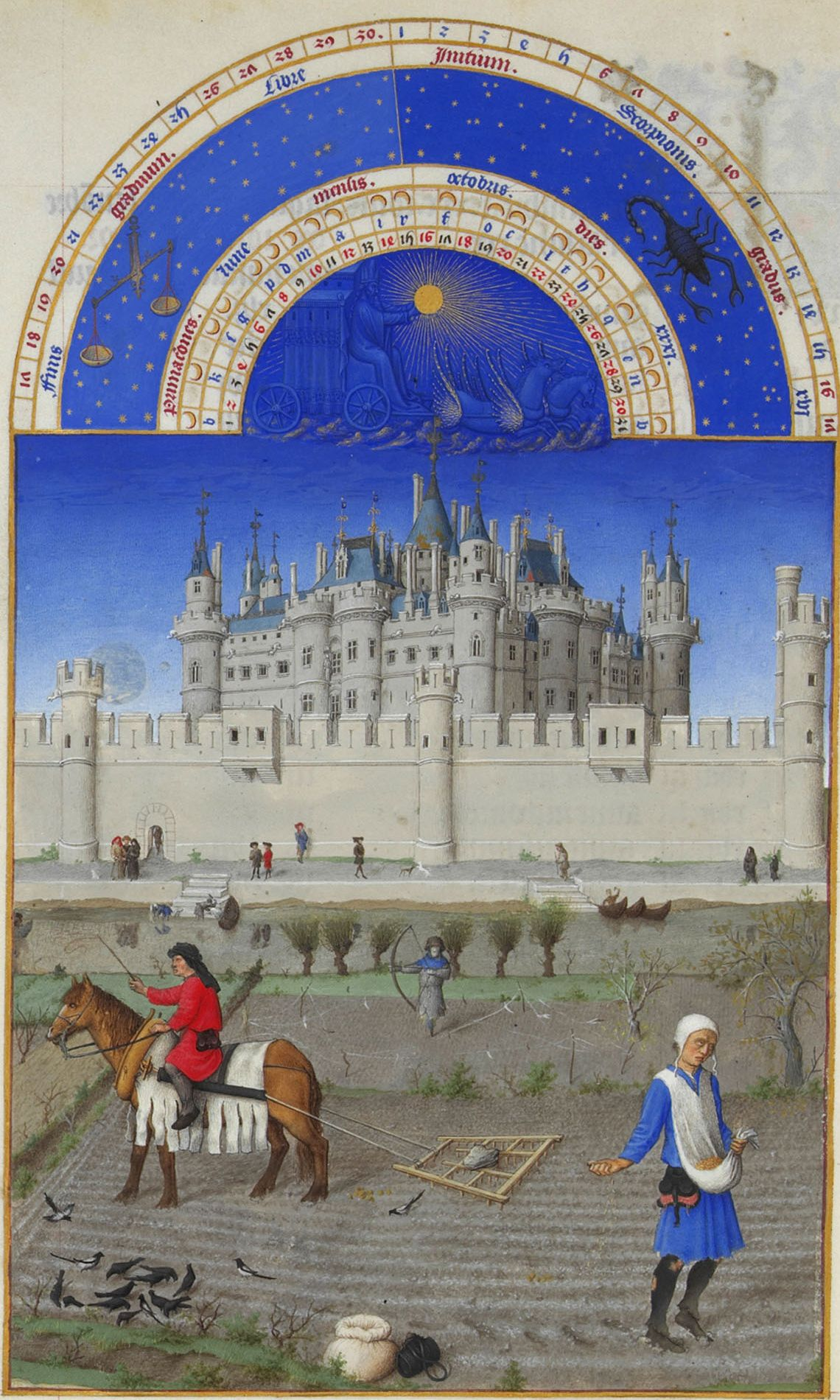
Outubro, iluminura de uma página do Livro das Horas Les Très Riches Heures du duc de Berry, Museu Condé, Chantilly.

As horas canônicas(pt-BR) ou horas canónicas(pt-PT?) (em latim: Divinum Officium) são antigas divisões do tempo desenvolvidas pelo cristianismo, que serviam como diretrizes para as orações a serem feitas durante o dia. Um livro das horas continha uma seleção de orações para cada uma dessas horas canônicas. A versão atual das horas na Igreja Católica de Rito Latino é chamada Liturgia das Horas (Latim: Liturgia horarum). Na Igreja Cristã Ortodoxa e entre os católicos orientais, as horas canônicas podem ser chamadas de Serviço Divino ou Ofício Divino, e o correspondente do livro das horas é chamado horologion. 
A prática das orações diárias surgiu do costume judaico de recitar orações em horas fixas do dia. Essa prática foi passada para os apóstolos, com diferentes práticas surgindo em diferentes lugares. Quando a vida monástica se espalhou pela Europa, a prática de horas de oração específicas e formatos litúrgicos especiais se tornou padronizada.
Já bem estabelecidas no século IX, essas práticas diárias consistiam de oito preces diurnas e três ou quatro preces noturnas (vigílias). A prática ainda é observada por muitas Igrejas, incluindo a Católica, a Ortodoxa e a Igreja Anglicana. 
Essas horas canônicas são as Matinas, Prima (hoje, Laudes), Terça, Sexta, Noa, Vésperas e Completas. Terça (9h), Sexta (12h) e Noa (15h) evocam cada uma um acontecimento do Evangelho ou dos Atos dos Apóstolos.

## Horas canônicas
Matinas: ofício da leitura.

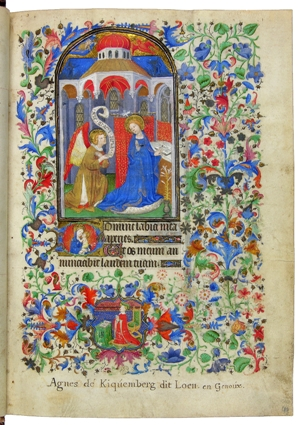
Verso de abertura das matinas

Laudes: "Segundo uma venerável tradição de toda a Igreja, as Laudes, como oração da manhã, e as Vésperas, como oração da tarde, constituem como que os dois pólos do Ofício cotidiano. Sejam consideradas como as horas principais e como tais sejam celebradas" (SC n. 89a.). Esse louvor da manhã consagra os primeiros momentos do dia a Deus. Após as trevas da noite, renasce um novo dia, lembrando a ressurreição de Nosso Senhor Jesus Cristo, "luz verdadeira que ilumina todo homem" (João 1:9) e "Sol de justiça que nasce do Alto" (Lucas 1:78). Por isso se inseriu o Cântico de Zacarias (Benedictus) nesta hora canônica, pois uma de suas tônicas é a glorificação do Senhor que obteve a vitória sobre a morte.
Terça (Hora intermédia): recorda a vinda do Espírito Santo sobre os discípulos reunidos com Maria no cenáculo (Atos 2:15). Conforme Marcos 15:25, é a hora da crucificação de Jesus.
Sexta (Hora intermédia): lembra a hora em que Pedro saiu no terraço para rezar e teve uma visão. Conforme Mateus 27:45, é a hora da morte de Cristo na Cruz.
Noa (Hora intermédia): lembra a oração de Pedro e João no Templo, onde Pedro curou o paralítico, conforme Atos 3:1. Lembra também a morte de Jesus na Cruz, segundo Mateus 27:46
Vésperas: As Vésperas recebem seu nome do astro luminoso Vésper (Vênus), que começa a brilhar logo que caem as trevas da noite. Celebradas à tarde, ao declinar do dia, conclui o dia e dá início à noite, agradecendo a Deus os dons por ele recebidos naquele dia. Elas lembram também que o cristão deve cultivar a esperança da vinda definitiva do Reino de Deus, que se dará no fim da jornada deste mundo, quando habitará a Jerusalém celeste, onde não se precisará mais da lâmpada nem da luz do sol. Os cristãos celebram as Vésperas, repetindo com os discípulos de Emaús: "Permanece conosco, pois cai a tarde e o dia já declina" (Lucas 24:29).
O Ofício de Leituras pode ser celebrado a qualquer hora desde o anoitecer até o fim do dia seguinte. A característica desse Ofício é que nele podem os cristãos escutar mais longamente a Palavra de Deus e ter contato com os autores de espiritualidade tanto antigos como modernos, além de diversos documentos da Igreja.
Completas: deve-se rezar antes do repouso da noite. Nesse momento, faz-se um ato penitencial pelas faltas cometidas naquele dia e a salmódia exprime a confiança no Senhor: o sono da noite, que lembra o sono da morte, leva o cristão a se entregar e abandonar-se ao Senhor antes do repouso noturno.